# Видео-рикордер
Видео-рикордер је уређај за снимање и приказивање видео-снимака са видео-касета. Врло често га називају и скраћено VCR (од енглеске речи videocasette recorder).
Претежно се користи за снимање телевизијског садржаја, а за чување тог садржаја користила се магнетна трака.

## Историја
Први видео-рикордери настали су средином 70-их година и врло брзи постали веома популарни као медији за снимање и касније репродуковање телевизијског програма, што је променило дотадашњи начин конзумирања овог медија. 
Међутим, 2000-их година видео-рикордере из употребе потискују DVD-рикордери. 

## Референца
1. ↑  „How to Use a VHS Tape”. wikiHow (на језику: енглески). Приступљено 2023-11-25.